# Lev Sergejevič Těrmen
Lev Sergejevič Těrmen (Лев Сергеевич Термен, na Západě známý jako Leon Theremin; 15.jul./ 27. srpna 1896greg. Sankt-Petěrburg – 3. listopadu 1993 Moskva) byl ruský fyzik, průkopník elektroniky, vynálezce a hudebník. Proslul zejména jako autor bezdotykového hudebního nástroje thereminu, jeho inovací však bylo mnohem více.

## Život

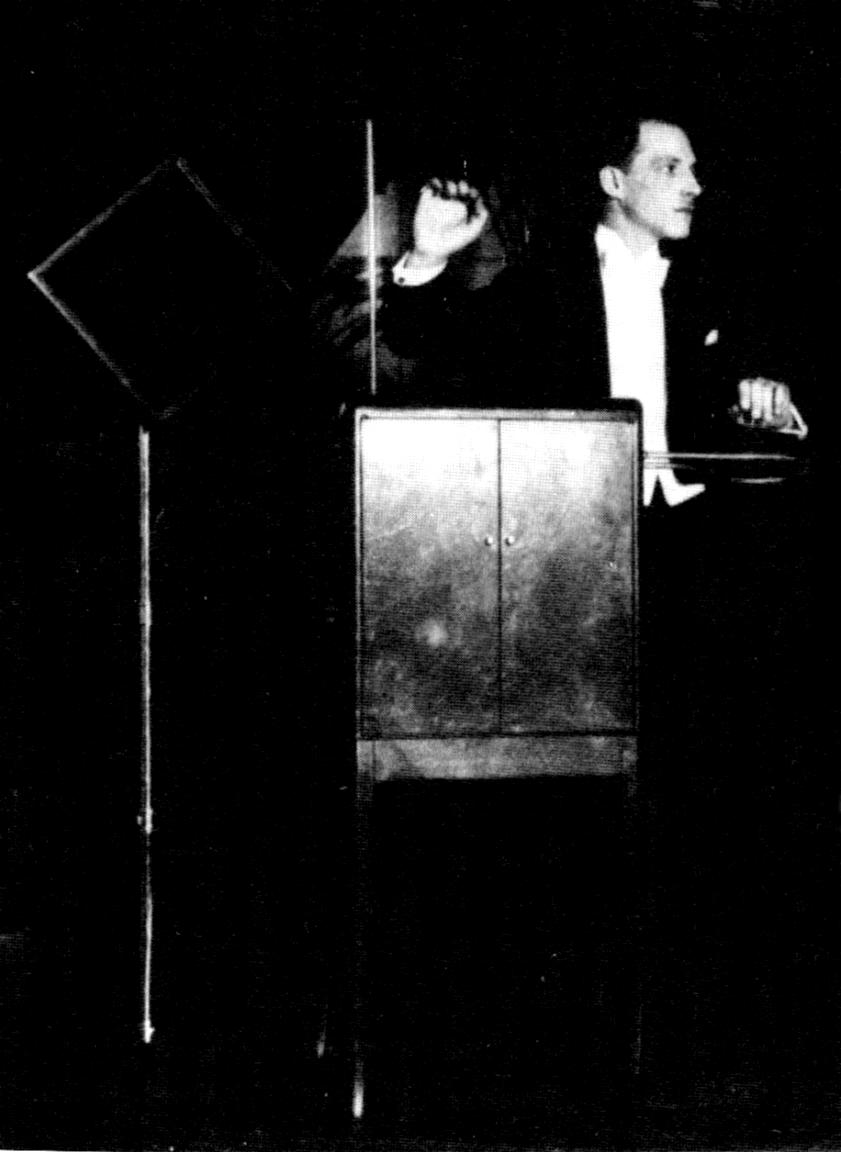
Leo Theremin hrající na theremin, 1924

Narodil se v Petrohradě. Předkem jeho otce byl francouzský hugenot, matka byla německého původu. Měl sestru Helenu. Vystudoval fyziku a také hru na violoncello. Vojenskou službu absolvoval jako podporučík Radiotechnického pluku, po bolševickém převratu se stal náčelníkem Carskoselské radiostanice.
V roce 1920 přešel do laboratoře profesora Ioffeho ve Fyzikálně-technickém ústavu. Tam si povšiml, že kapacita lidského těla může ovlivňovat frekvenci elektronkového oscilátoru. S využitím tohoto jevu zkonstruoval monofonní hudební nástroj, který nazval etherphone a pro který se později ujalo označení theremin či též termenvox (терменвокс). Ve 20. letech svůj nástroj předváděl v Sovětském svazu a dalších evropských zemích.
V roce 1928 odešel do USA, kde se věnoval vývoji elektronických hudebních nástrojů i dalších přístrojů a dle některých zdrojů i vyzvědačské činnosti. V roce 1938 se vrátil zpět do Sovětského svazu (podle některých zdrojů se jednalo o únos agenty NKVD[zdroj?]) a krátce poté byl zatčen, uvězněn v Butyrské věznici a obviněn z účasti na vraždě Kirova.
Na krátký čas se ocitl v gulagu na Kolymě, ale po zjištění jeho schopností si jej k sobě v roce 1940 vyžádal A. N. Tupolev, působící v té době v Omsku. Zde také vyvíjel odposlechová zařízení například Buran, které pracovalo v infračerveném spektru nebo endovibrátor, tajně nainstalovaný na velvyslanectví USA v Moskvě. Za jejich vývoj mu sovětská vláda jako jedinému odsouzenému vězni udělila Stalinovu cenu prvního stupně.
V roce 1946 požádal o penzi a až do svého úmrtí (ve věku 97 let) pracoval v MGU jako mechanik v laboratoři akustiky. Zemřel v Moskvě v roce 1993.

## Vynálezy a objevy

### Hudební nástroje
- theremin
- rytmikon
- terpsiton

### Jiná elektronika
- kapacitní zabezpečovací zařízení
- jedno z prvních použitelných ruských televizních zařízení pro přenos obrazů kabelem, pravděpodobně pro potřeby ministerstva vnitra
- odposlechové zařízení „Буран“
- zařízení pro distanční řízení bezpilotních letounů
- automatizované námořní značkovací bóje

### Další témata
- hibernace tkáňových struktur
- systémy rozpoznávání řeči
- identifikace hlasu v kriminalistice
- vojenská hydroakustika

## Média
V roce 1993 natočil Steven M. Martin dokumentární film Theremin: An Electronic Odyssey.
V roce 2005 uvedlo Dejvické divadlo hru Petra Zelenky Teremin inspirovanou Těrmenovým pobytem ve Spojených státech. V hlavní roli exceloval Ivan Trojan.
V roce 2014 vydal kanadský spisovatel Sean Matthews knihu Us Conductors. Hlavními hrdiny knihy jsou Lev Těrmen a Clara Rockmore. V roce 2016 vydalo český překlad knihy vydavatelství Argo, a to pod názvem Dirigenti éteru.